# На даче (мультфильм)
«На даче» — советский кукольный мультипликационный фильм, снятый режиссёром Григорий Ломидзе в 1954 году по одноимённому рассказу Чехонте (Антона Чехова).

## Сюжет
Дачник Павел Иванович Выходцев получает странную записку с предложением встретиться в беседке. В беседке он застает своего племянника Митю, который получил точно такое же предложение. Между ними происходит ссора, но явившаяся в беседку жена разъясняет, что свидание было придумано ею, для того, чтобы выпроводить мужчин на время из дома, где мылись полы.

## Над фильмом работали
- Сценарий и постановка — Григория Ломидзе
- Художники-постановщики — Леонид Аристов, О. Новозонов
- Композитор — Никита Богословский
- Оператор — Иосиф Голомб
- Звукооператор — Георгий Мартынюк
- Ассистент режиссёра — А. Васильева
- Ассистент художников — Владимир Грохотов
- Ассистент оператора — Борис Котов
- Ассистент по монтажу — Лидия Сазонова
- Главный художник — Роман Гуров
- Художники кукол и декораций: Николай Солнцев, В. Куранов, Олег Масаинов, Е. Колчева, А. Жукова, Э. Калязина, А. Филасов, Геннадий Лютинский, Е. Пастушкова, К. Русанова, Е. Жуков, З. Закс
- Директор картины — Борис Бурлаков
- Играют куклами:
  - В. Кусов — (Павел Иванович)
  - В. Шиян — (его жена)
  - В. Попрыкин — (Митя)
  - А. Миронова — в эпизодах
  - С. Кудрин — в эпизодах
- Приведено по титрам мультфильма.

## О мультфильме
В 1953 году на студии «Союзмультфильм» вновь возродили съёмки фильмов, в которых персонажи изображались различными по конструкциям куклами-актёрами. В том числе куклами-актёрами, объёмные головы которых были изготовлены из натурального пористого (вспененного) каучука. Впервые резиновых мимирующих кукол-актёров зрители увидели в 1954 г. в кукольном фильме режиссера Г. З. Ломидзе «На даче» по одноимённому рассказу А. П. Чехова […].
Позже при изготовлении мимирующих кукол-актёров начали использовать поролон (пенополиуретан). Но в некоторых случаях таких кукол-актёров продолжают по старинке называть «резиновыми мимирующими куклами».
— 